# Friedrich Grahl
Friedrich Grahl (* 1846 in Treuchtlingen; † 24. Mai 1907 ebenda) war ein deutscher Kommunalpolitiker. Er war Bürgermeister der Stadt Treuchtlingen und wurde zum Ehrenbürger seiner Heimatstadt ernannt.

## Leben
Grahl war Besitzer einer Seidenband-, Borten- und Tressenfabrik in Treuchtlingen. 1894 wurde er zum Bürgermeister der Stadt gewählt. Unter ihm erhielt Treuchtlingen sein Stadtrecht. Am 4. April 1907 legte er sein Bürgermeisteramt wegen eines Herzleidens nieder. Der Stadtrat ernannte ihn zum Ehrenbürger.